# Phare de Sapelo Island
Le phare de Sapelo Island (en anglais : Sapelo Island Light) est un phare situé  à l'extrémité sud de l'île de Sapelo, dans le comté de McIntosh en Géorgie.
Il se trouve désormais dans la réserve naturelle de Sapelo Island National Estuarine Research Reserve (SINERR) . Il est inscrit au Registre national des lieux historiques depuis le 26 août 1997 sous le n° 97000335.

## Historique
Le phare a été construit en 1820. Il a été conçu et construit par Winslow Lewis (en). Il s'agit du deuxième plus ancien phare en brique du pays et du plus ancien phare survivant parmi les phares conçus par Winslow Lewis. Le phare, le bâtiment à carburant, la citerne, la base du feu de 1905, les ruines de la fortification et le feu directionnel du phare avant de Sapelo Island ont été ajoutés au registre national des lieux historiques en 1997.
Il y avait quinze lampes de Lewis avec des réflecteurs de 41 cm. Dans les années 1850, la tour a été surélevée de 3 m et une lentille de Fresnel de quatrième ordre a été installée en 1854. Elle a été retirée pendant la guerre de Sécession. Après une tempête de 1867, elle a été réparée et rallumée en 1868. La tour a été endommagée par un puissant ouragan en 1898.
Un tour pyramidale à claire-voie de 30 m de haut avec une lentille de Fresnel de troisième ordre a été construit en 1905. Cette tour a été démantelée et transférée en 1934 sur l'île Fox du Sud, dans le lac Michigan.
Le phare de 1820 est resté inactif de 1905 à 1998, date à laquelle il a retrouvé son apparence de 1890 et a été rallumé (avec une lumière et une lentille modernes). Il est maintenant géré par le ministère des Ressources naturelles de Géorgie (Georgia Department of Natural Resources (en)) et est non officiel. L'île, une réserve naturelle, est accessible par ferry, du lundi au vendredi.

## Description
Le phare   est une tour cylindrique en brique avec galerie et lanterne de 20 m de haut. La tour est peinte en blanc, avec trois bandes rouges horizontales, et la lanterne est noire.
Il émet, à une hauteur focale de 23 m, une lumière blanche fixe avec un flash par période de 45 secondes. Sa portée n'est pas connue.
Identifiant : ARLHS : USA-738 ; USCG : 3-5946 .

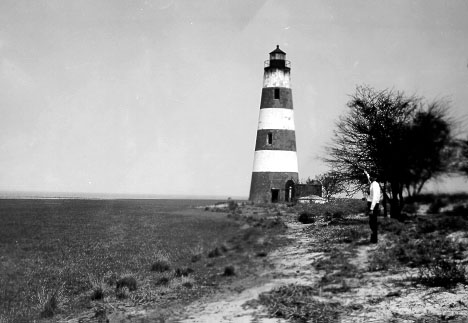
Sapelo Island
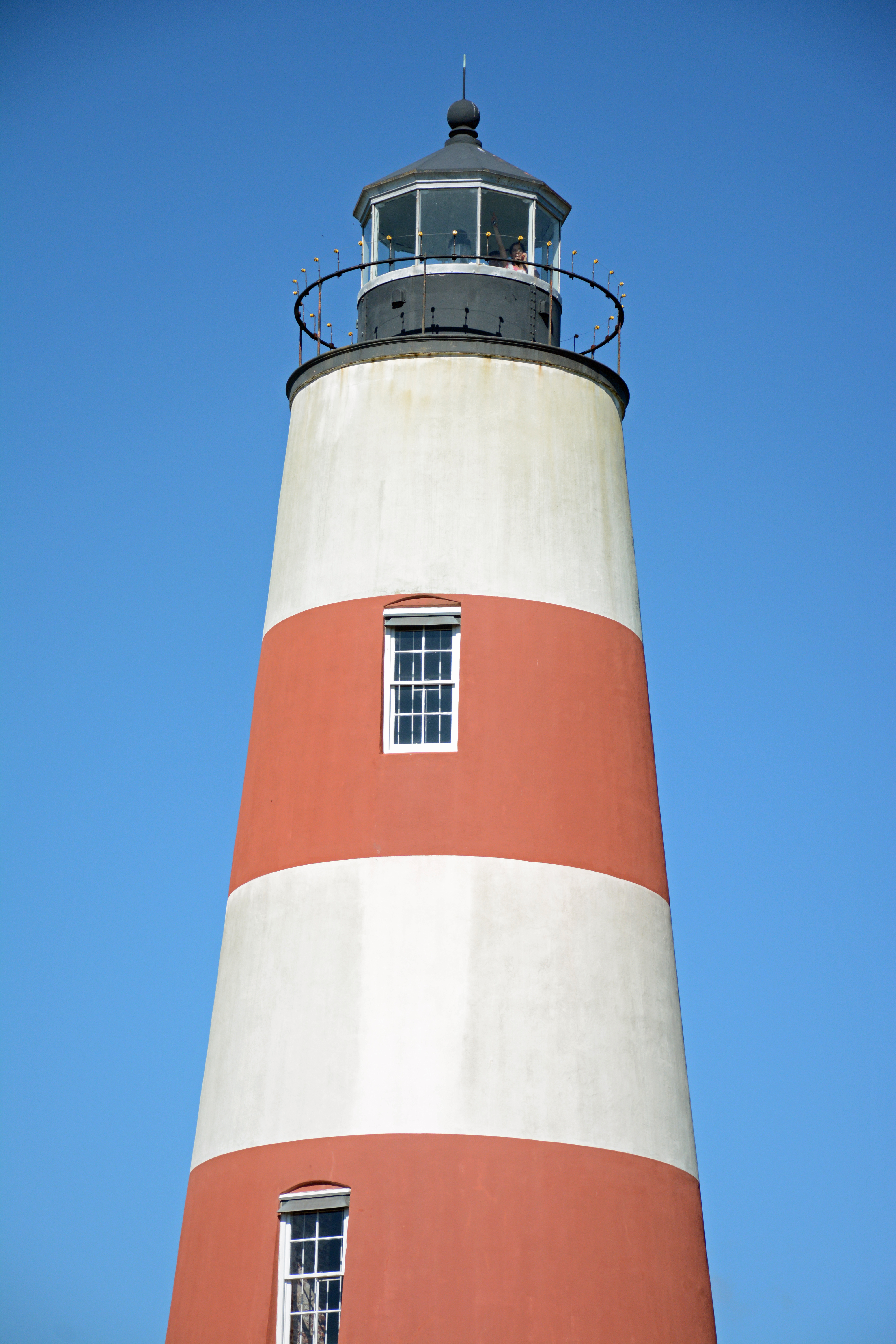
Le phare

### Lien connexe
- Liste des phares de Géorgie